# Saint-Médard, Deux-Sèvres
Saint-Médard là một xã thuộc tỉnh Deux-Sèvres trong vùng Nouvelle-Aquitaine phía tây nước Pháp. Xã này nằm ở khu vực có độ cao trung bình 73 mét trên mực nước biển.